# Leo Sarrazin
Richard Leo Sarrazin (* 2. Juli 1891 in Paderborn; † 11. November 1969) war ein deutscher Bankmanager.

## Leben
Nach dem Besuch des Münsteraner Gymnasiums Paulinum studierte er von 1911 bis 1914 Rechtswissenschaft an den Universitäten Freiburg, München und Münster. 1919 folgte die Promotion und 1921 legte er das zweite Staatsexamen ab. Von 1923 bis 1925 war Sarrazin im Reichsfinanzministerium tätig. Nach einer Tätigkeit als Prokurist wurde er 1930 Vorstandsmitglied der Deutschen Bau- und Bodenbank, eines Vorgängerinstituts der Aareal Bank, und blieb dies bis 1939. Nach Kriegsdienst und britischer Kriegsgefangenschaft war er von 1949 bis 1962 erneut Vorstandsmitglied der Bank und danach bis 1969 Mitglied ihres Aufsichtsrats. 

## Veröffentlichungen
- Zur Frage der Ersatzmittel der Berufung im Strafverfahren. Greifswald 1920, Dissertation Universität Greifswald, (21 Seiten).

## Ehrungen
1959 erhielt er das Große Bundesverdienstkreuz.